# Søren Gade

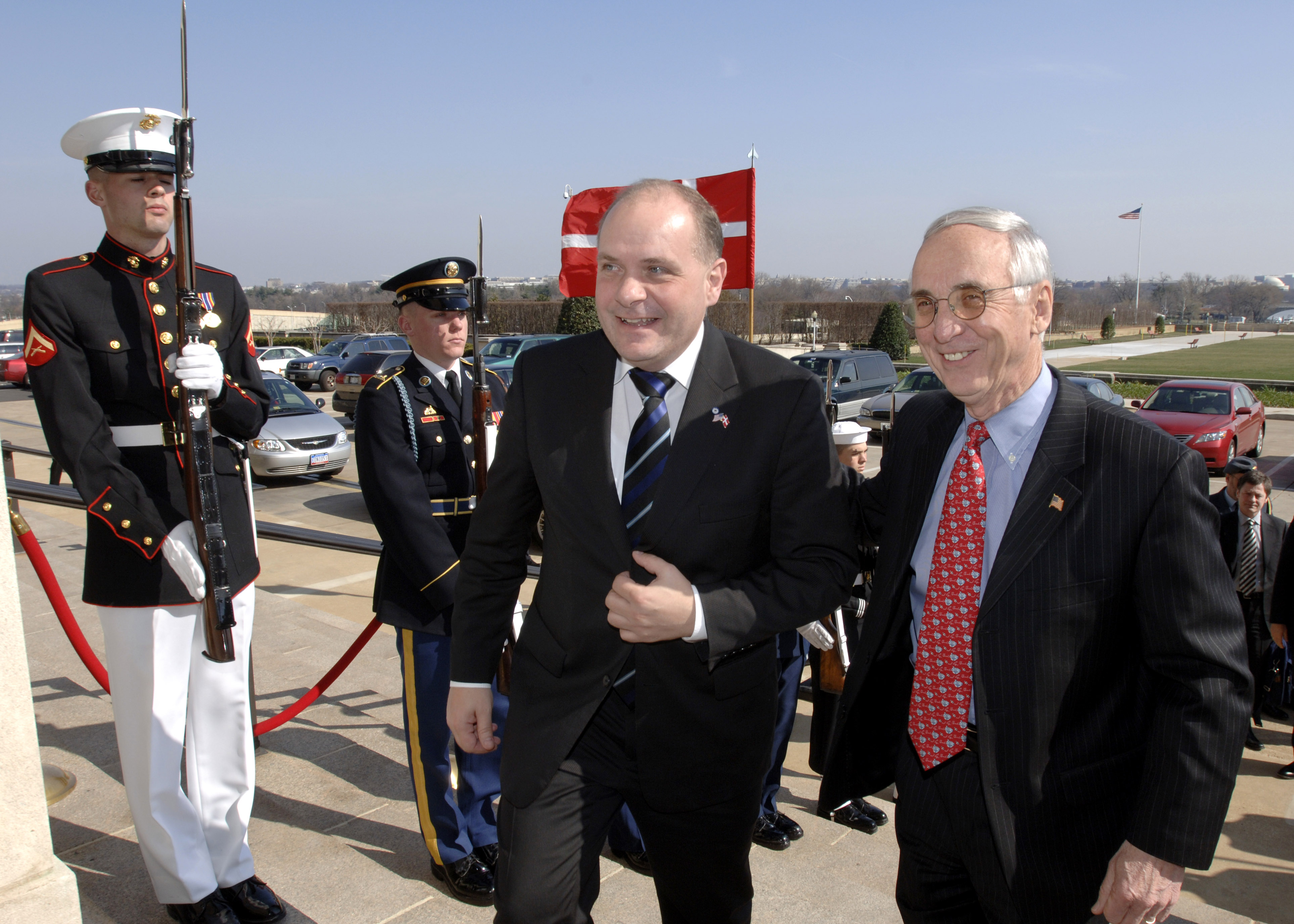
Der US-amerikanische Vizeverteidigungsminister Gordon England führt Søren Gade (Mitte) zu bilateralen Gesprächen ins Pentagon.

Søren Gade (* 27. Januar 1963 in Holstebro) ist ein dänischer Politiker (Venstre).

## Leben
Søren Gade schlug zunächst eine militärische Laufbahn ein und war nach dem Ausscheiden aus dem aktiven Dienst im Bereich Marketing tätig. Er gehörte dem Folketing ab 2001 an, von 2004 bis 2010 war er dänischer Verteidigungsminister. Am 23. Februar 2010 schied er aus diesem Amt und wurde von Gitte Lillelund Bech abgelöst.
Vom 7. Mai 2012 bis Ende 2014 arbeitete er als Geschäftsführer des Interessenverbandes der dänischen Landwirtschaft, Landbrug og Fødevarer. Er ist Mitglied im European Leadership Network.
Im Vorfeld der Folketingswahl 2015 kündigte er seine Rückkehr in die Politik an. Er erzielte mit 28.916 Vorzugsstimmen in Nordjyllands Storkreds einen Parlamentssitz. Lars Løkke Rasmussen berief ihn, anders als vielfach erwartet, nicht in sein Kabinett, sondern schlug ihn für den Fraktionsvorsitz im Folketing vor. Bei der Europawahl 2019 wurde er ins Europaparlament gewählt. Bei der Folketingswahl 2022 wurde er wieder ins Folketing gewählt. Im Zuge dessen legte er sein Mandat im Europaparlament nieder. Für ihn rückte Bergur Løkke Rasmussen nach.
Søren Gade ist verwitwet und hat zwei Töchter.